# جورج کنجکاو (فیلم)
جورج کنجکاو (انگلیسی: Curious George) فیلمی در ژانر کمدی است که در سال ۲۰۰۶ منتشر شد.

## خلاصه داستان
انیمیشن اینگونه آغاز می‌شود که «تد» متصدی موزه بلومزبری، توسط صاحب موزه به مأموریتی فرستاده می‌شود تا مجسمه‌ای گمشده به اسم زاگاوا را پیدا کند و بدین گونه موزه را از ورشکست شدن نجات بدهد…

## بازیگران
- ویل فرل
- فرانک ولکر
- درو بریمور
- دیک ون دایک
- دیوید کراس
- یوجین لوی